# Либешево
Либèшево, още Либèшово или Либѝшово (на гръцки: Άγιος Ηλίας, Агиос Илиас, до 1927 година Λιμπίσοβο, Либисово, до 1949 година Αϊλιάς, Айлияс), е село в Егейска Македония, Гърция, дем Хрупища, област Западна Македония.

## География
Селото се намира на 25 km югозападно от демовия център Хрупища (Аргос Орестико), на 1000 m надморска височина в полите на планината Одре (Одрия). Южно от селото е разположен Жиковищкият манастир „Свети Атанасий“. Землището на селото е малко - 6 km2. Между Либешево и Мангила е гората Грижник.

## История

### В Османската империя
В края на XIX век Либешево е чисто българско село. Според статистиката на Васил Кънчов („Македония. Етнография и статистика“) в 1900 година Либешово има 350 жители българи.
В началото на XX век цялото население на Либешево е под върховенството на Цариградската патриаршия, но след Илинденско-Преображенското въстание в началото на 1904 година минава под върховенството на Българската екзархия. Селото пострадва от гръцки андарти, които изгарят първенеца Х. Павел заедно с цялото му семейство, тъй като отказва да се подчини на заплахите да се обяви за грък.
В 1904 година при реорганизацията на Костенарийския революционен район след въстанието, в Либишово е създаден революционен комитет на Вътрешната македоно-одринска революционна организация.
Гръцки статистики от 1905 година не отразяват промяната и показват Либисово като село с 310 жители гърци. Според Георги Константинов Бистрицки Лебишово преди Балканската война има 40 български къщи, а според Георги Христов и 1 куцовлашка.
При избухването на Балканската война в 1912 година един човек от Либешево е доброволец в Македоно-одринското опълчение.
Според Георгиос Панайотидис, учител в Цотилската гимназия, Зиковища (Ζηκόβιστα) заедно с Либешово (Λιμπίσοβον) и Лучища (Λουτσίστα) е част от Костенарията и в 1910 година в трите села има 130 „българогласни“ семейства. Според Панайотидис трите села са от старо време „българогласни“, но под влияние на женитбите в съседните гръцки села, в скоро време се очаквало погърчване като в Либешово елинизацията е била вече в последни фази.
На етническата карта на Костурското братство в София от 1940 година, към 1912 година Лебишево е обозначено като българско селище.

### В Гърция
През войната селото е окупирано от гръцки части и остава в Гърция след Междусъюзническата война. 
В 1918 година землището на селото заедно с Жиковища (Спилиос) и Нестиме (Ностимо) е прехвърлено от Костурската епархия в Сисанийската и Сятищка епархия.
Боривое Милоевич пише в 1921 година („Южна Македония“), че Либишево има 38 къщи славяни християни. В 1927 година селото е прекръстено на Айлияс.
Селото е бедно и жителите му традиционно ходят на гурбет, занимават се със земеделие - производство на жито и картофи и в по-малка степен със скотовъдство.
В документ на гръцките училищни власти от 1941 година се посочва, че в Либешево
| „ | населението е славянско... говори се на гръцки и на славянски. | “ |

По време на Гражданската война селото пострадва силно от нападения на проправителствени банди и населението му драстично намалява. В 1949 година селото е прекръстено отново на Агиос Илияс.
В 1972 година Либешево, Нестиме (Ностимо) и Жиковища (Спилиос) са откъснати от ном Кожани и предадени на ном Костур. В църковно отношение трите села обаче продължават да са част от Сисанийската и Сятищка епархия.
Централната църква на селото е „Въведение Богородично“. Гробищната църква, разпололожена по пътя към Жиковищкия манастир е „Свети Илия“.
| Година    | 1913 | 1920 | 1928 | 1940 | 1951 | 1961 | 1971 | 1981 | 1991 | 2001 | 2011 | 2021 |
| --------- | ---- | ---- | ---- | ---- | ---- | ---- | ---- | ---- | ---- | ---- | ---- | ---- |
| Население | 323  | 253  | 247  | 224  | 85   | 90   | 56   | 121  | 88   | 42   | 8    | 10   |

## Личности
Родени в Либешево
- Атанас Борозов (? - 1905), гръцки андартски деец, убит от четата на Киряк Шкуртов, заради участието си в нападението над Мангила[4]
- Вангел Алезотов (Ευάγγελος Αλεζότι), гръцки андартски деец, епитроп в Либешево, получава издръжка за гръцкото училище от Солунското гръцко консулство[19]
- Исидор Ковачев (Ισίδωρος Κοβατσιάδης (1884 - 4 май 1947)), гръцки свещеник, убит от бойци на ДАГ[20]
- Мито Христов Мичовски (? - 1904), член на българското църковно настоятелство в селото и на комитета на ВМОРО, заловен и измъчван от хората на капитан Вардас да издаде скривалището на убития Костандо Живков, издържал на мъченията и убит от андартите[21][22][23][24]
- Петър Николов (Πέτρος Νικολάου), гръцки андартски деец, вероятно от Либешево, заедно с Вангел Алезотов, управлява парите за училищни нужди от Солунското гръцко консулство[19]
- Петър Христов Шутков (? - 1904), измъчван от хората на капитан Вардас да издаде скривалището на убития Костандо Живков, издържал на мъченията и убит от андартите[21][25][23][24]
- Стерьо Кирядов (Παπαστέργιος Κυράδης), гръцки свещеник в началото на XX век[26]
- Щерьо Димитров (1892 – ?), македоно-одрински опълченец, родом от Либешево, живеещ в Костур, четата на Никола Андреев[27]

Починали в Либешево
- Костандо Живков (? – 4 декември 1904), български революционер, костурски войвода на ВМОРО
- Яни Христов (? – 4 декември 1904), български революционер, деец на ВМОРО

По произход от Либешево
- Стерьос Ковациадис (р. 1970), гръцки художник, по произход от Либешево
- Христос Ковациадис (р. 1967), гръцки художник и политик, по произход от Либешево